# Muttenstock
Muttenstock – szczyt w Alp Glarneńskich, części Alp Zachodnich. Leży w Szwajcarii, na granicy kantonów Glarus i Gryzonia. Należy do podgrupy Alp Glarneńskich właściwych. Szczyt można zdobyć ze schroniska Kistenpasshütte (2625 m) lub Muttseehütte (2501 m). 